# أصدقاء الشجرة السعداء
أصدقاء الشجرة السعداء (بالإنجليزية: Happy Tree Friends) هو سلسلة من الرسوم المتحركة فلاش موندو ميديا، التي أنشئت من قبل Rhode Montijo، Kenn Navarro, Warren Graff, وAubrey Ankrum. المعرض أصبح ظاهرة شعبية في الإنترنت منذ بدايته.
كما هو مبين على الموقع الرسمي، انه «لا ينصح للأطفال الصغار». في حين أن أعمال العنف لهذه الميتات مشابها للرسوم المتحركة إتشي وسكراتشي (رسوم متحركة قصير وظهرت على عائلة سيمبسون)، إلا أن تصوير الموت في أصدقاء الشجرة السعداء هو أكثر تصويرية وصحيح تشريحيا، ويصور سفك الدماء وتقطيع الأوصال فيه أكثر حيوية والتفاصيل في كثير من الأحيان مبالغا فيه.
وتظهر تقريبا خالية من الحوار، ولكن عندما تحتوى على حروف أو كلام، تكون كلماتهم مشوهة بشدة. على الرغم من أنه من الواضح رد فعل كل شخصية، لكن كلامهم لا يكاد يكون مفهوما على الإطلاق. وفقا للموقع، وفكرة أصدقاء الشجرة السعداء ولدت من قبل Rhode Montijo عندما رسم وجه أرنب أصفر قليل الشبه بشخصية من شخصيات أصدقاء الشجرة السعداء على قطعة من الورق، وكتب: «المقاومة لا تجدى» تحته.
اصدرت أول شخصية لأول مرة في 2 سبتمبر، 2008.

## القصة
يتلخص الكرتون في كونه مقطع من دقيقة أو ثلاث دقائق للحلقة الواحدة كحد أقصى، تعرض في كل حلقة قصة مختلفة، وليست هناك أي حوارات. تعطي شارة البداية والرسم المبسّط والألوان الكثيرة انطباعا بأنه برنامج رسوم متحركة تقليدي للأطفال، وتبدأ كل حلقة بأحداث من ضمن حياة الشخصيات التي تبدو عادية في البداية، لكن سرعان ما تتطور الأحدث وتنتهي بموت جميع الشخصيات أو أغلبها بنهاية الحلقة. ولذلك يمنع على من هم أقل من 15 سنة مشاهدة هذا البرنامج.

## وصلات خارجية
- Official Happy Tree Friends Website
- Podcast interview with creator Kenn Navarro and writers Warren Graff and Ken Pontac
- Happy Tree Friends at wikia
- أصدقاء الشجرة السعداء على موقع IMDb (الإنجليزية)
- أصدقاء الشجرة السعداء على موقع ميتاكريتيك (الإنجليزية)
- أصدقاء الشجرة السعداء على موقع نتفليكس (الإنجليزية)
- أصدقاء الشجرة السعداء على موقع فيلمافينيتي (الإسبانية)
- أصدقاء الشجرة السعداء على موقع كينوبويسك (الروسية)
- أصدقاء الشجرة السعداء على موقع ألو سيني (الفرنسية)
- أصدقاء الشجرة السعداء على موقع قاعدة بيانات الفيلم (الإنجليزية)
- The website beta version